# Palais de Chaillot

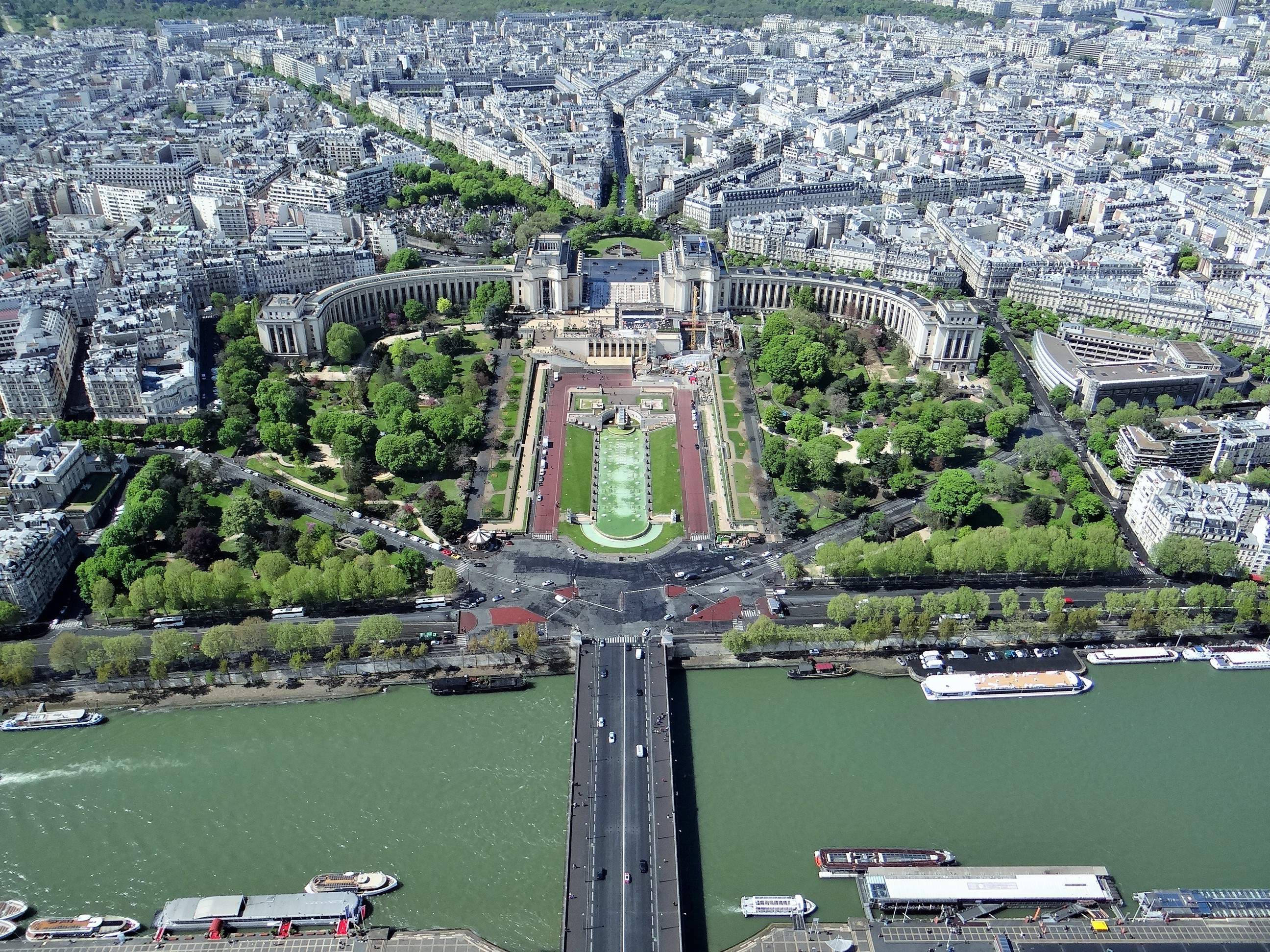
Palais de Chaillot, Blick vom Eiffelturm

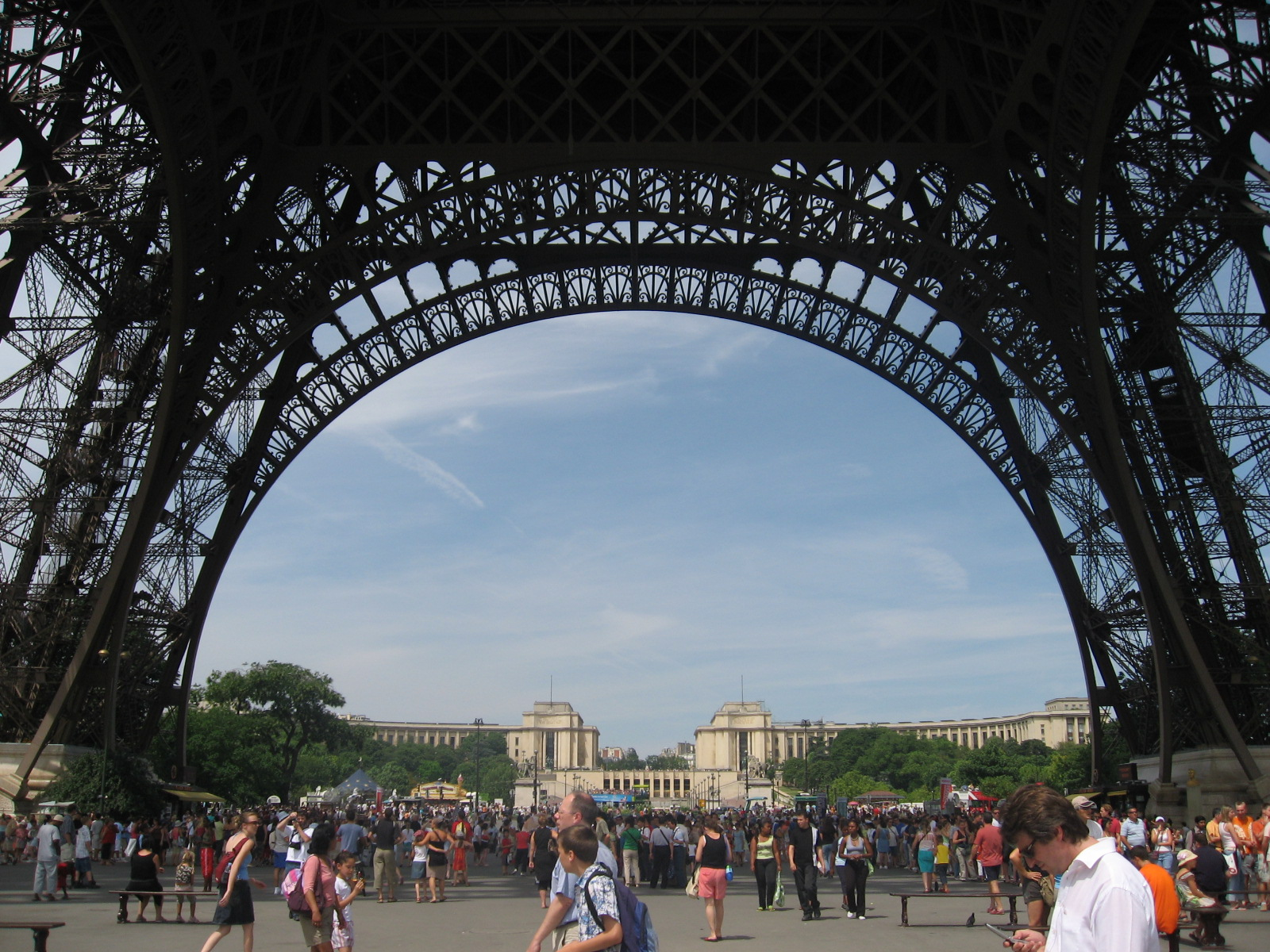
Blick vom Champ de Mars unter dem Eiffelturm hindurch zum Palais de Chaillot

Das Palais de Chaillot (deutsch der Chaillot-Palast) in Paris wurde von Louis-Hippolyte Boileau, Léon Azème und Jacques Carlu für die Weltausstellung 1937 auf den Fundamenten des ehemaligen Palais du Trocadéro erbaut.

## Architektur

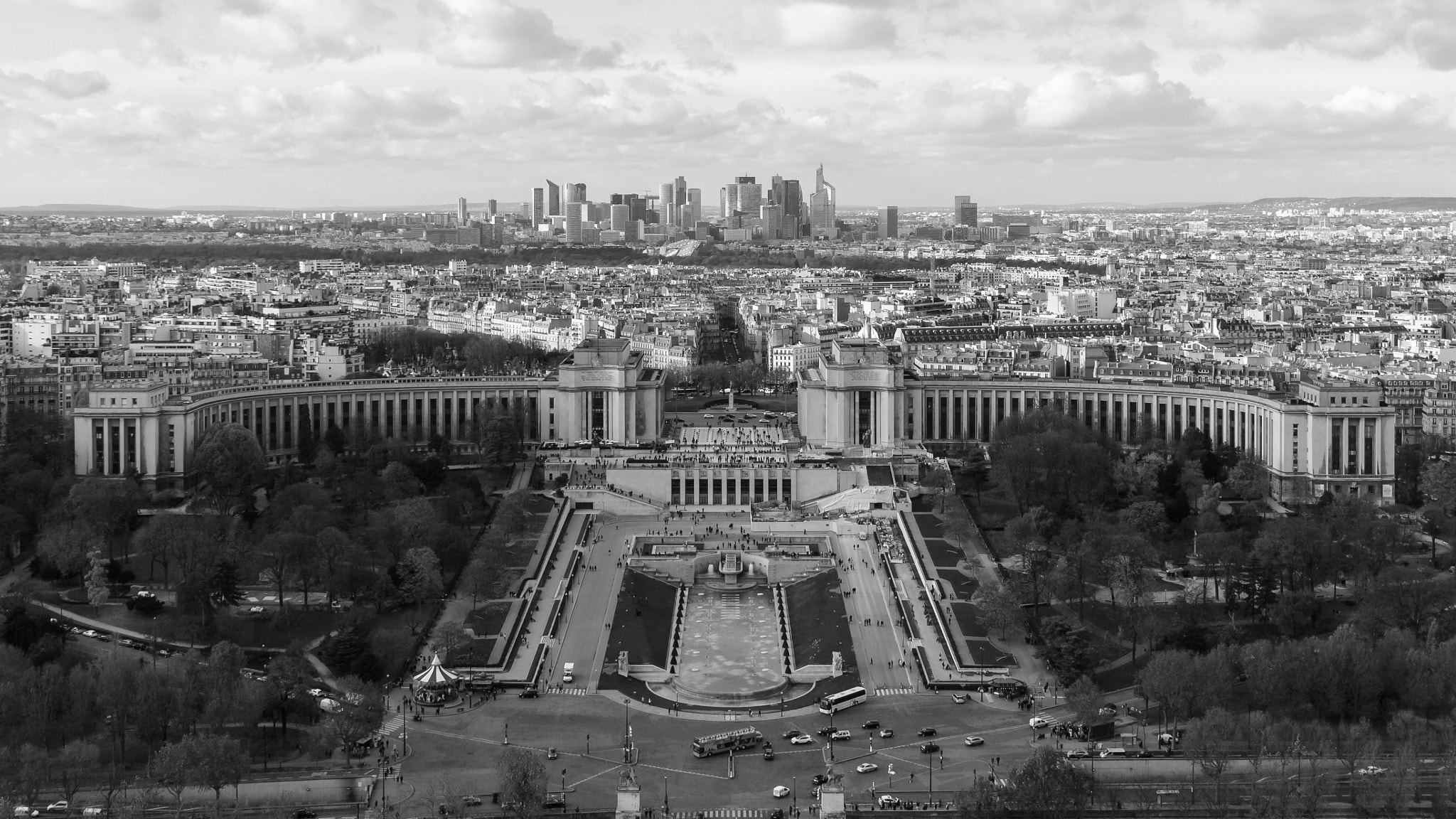
Hauptpavillons und gebogene Seitenflügel

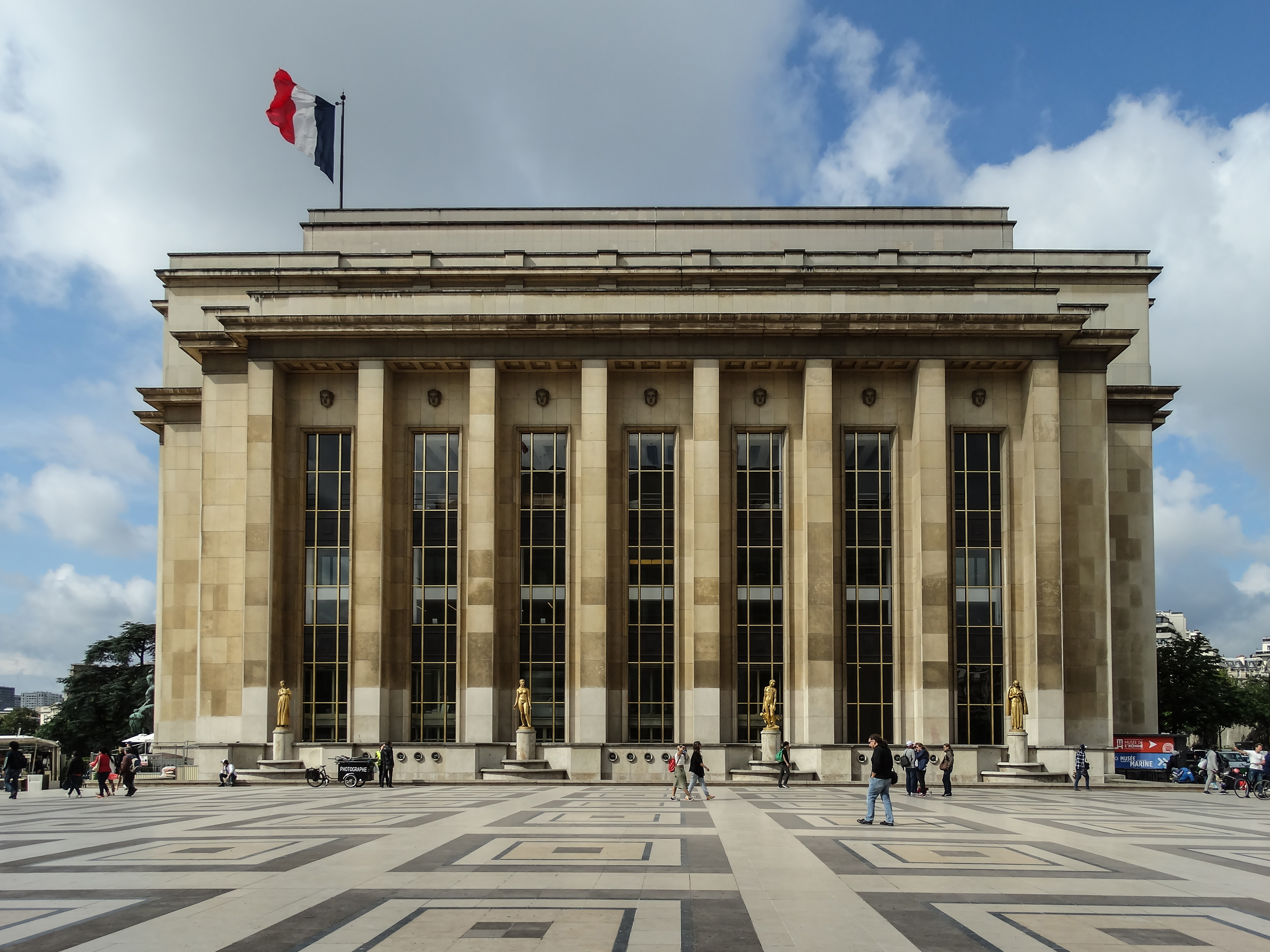
Nordostfassade des südlichen Hauptpavillons

Das Palais de Chaillot wurde im neoklassizistischen Stil am östlichen, der Seine zugewandten Hang der Hauteurs de Chaillot („Anhöhen von Chaillot“) errichtet und umfasst, vorgegeben durch die Seitenflügel des Vorgängerbaus, zwei lange, im Viertelsegment mit Mittelstreckung gebogene Flügel, die sich an beiden Seiten in monumentalen Pavillons fortsetzen. Die Flügel des Vorgängerbaus wurden dabei kosten- und zeitsparend umbaut und sind noch immer vorhanden.
Zwischen den beiden als Eckrisalite ausgeführten Hauptpavillons befindet sich in deren Mitte ein Freiraum, der als Hommage an das ehemals dort befindliche Palais du Trocadéro der Kubatur dessen Hauptmittelteils, des vormaligen Konzertsaals, entspricht. Man hatte bei der Neuerrichtung 1937 bewusst auf einen umschlossenen Gebäudeteil an dieser Stelle verzichtet, weil der dadurch entstandene, jederzeit öffentlich zugängliche Freiplatz den – mittlerweile wohl berühmtesten – Blick auf den Eiffelturm öffnet. Dazu lässt er einen Durchgang zu den weitläufigen Terrassen der Jardins du Trocadéro zu; diese durchquerend kann man über die Pont d’Iéna bequem zu Fuß zum Eiffelturm gehen.

## Lage
Das Palais de Chaillot liegt im Westen der Stadt an der Place du Trocadéro et du 11 Novembre. Es ist mit der Métro über deren Station Trocadéro (Métrolinie 6 Nation <–> Charles de Gaulle/Étoile und Métrolinie 9 Pont de Sèvres <–> Mairie de Montreuil) zu erreichen.

## Nutzung
Das Palais de Chaillot beherbergt heute vier Institutionen:
- das Théâtre national de Chaillot
- das Musée de l’Homme für Vorgeschichte und Anthropologie
- das Marinemuseum (Musée national de la Marine)
- das Zentrum für französische Baukunst Cité de l’architecture et du patrimoine, 2007 umgebaut von Jean-François Bodin und Hamid Boughaba, bestehend aus

- dem Musée des Monuments français
- dem Institut français d'architecture
- der École de Chaillot, der staatlichen Architektenschule

Bis 2005 war auch das Museum für Foto und Film (Musée du Cinéma) im Palais de Chaillot untergebracht.

## Film
Das Palais de Chaillot diente den Filmen Sicko (2007), 28 Weeks Later (2007), Rush Hour 3 (2007), Die Träumer (2003), Faire-part: Musée Henri Langlois (1997), French Kiss (1995), Abenteuer in Rio (1964) sowie Sie küssten und sie schlugen ihn (1959) und Herbie goes to Monte Carlo (1977) als Filmkulisse.